# Pithecopus oreades
Pithecopus oreades es una especie de anfibios de la familia Phyllomedusidae.
Es endémica de Brasil.
Sus hábitats naturales incluyen zonas secas de arbustos, praderas a baja altitud y ríos.